# Alstroemeria patagonica
Alstroemeria patagonica este o specie de plante monocotiledonate din genul Alstroemeria, familia Alstroemeriaceae, descrisă de Rodolfo Amando Philippi. Conform Catalogue of Life specia Alstroemeria patagonica nu are subspecii cunoscute.